# ボールギャグ

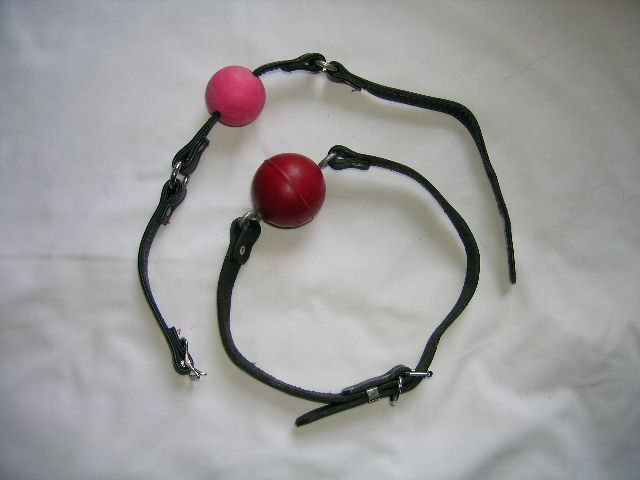

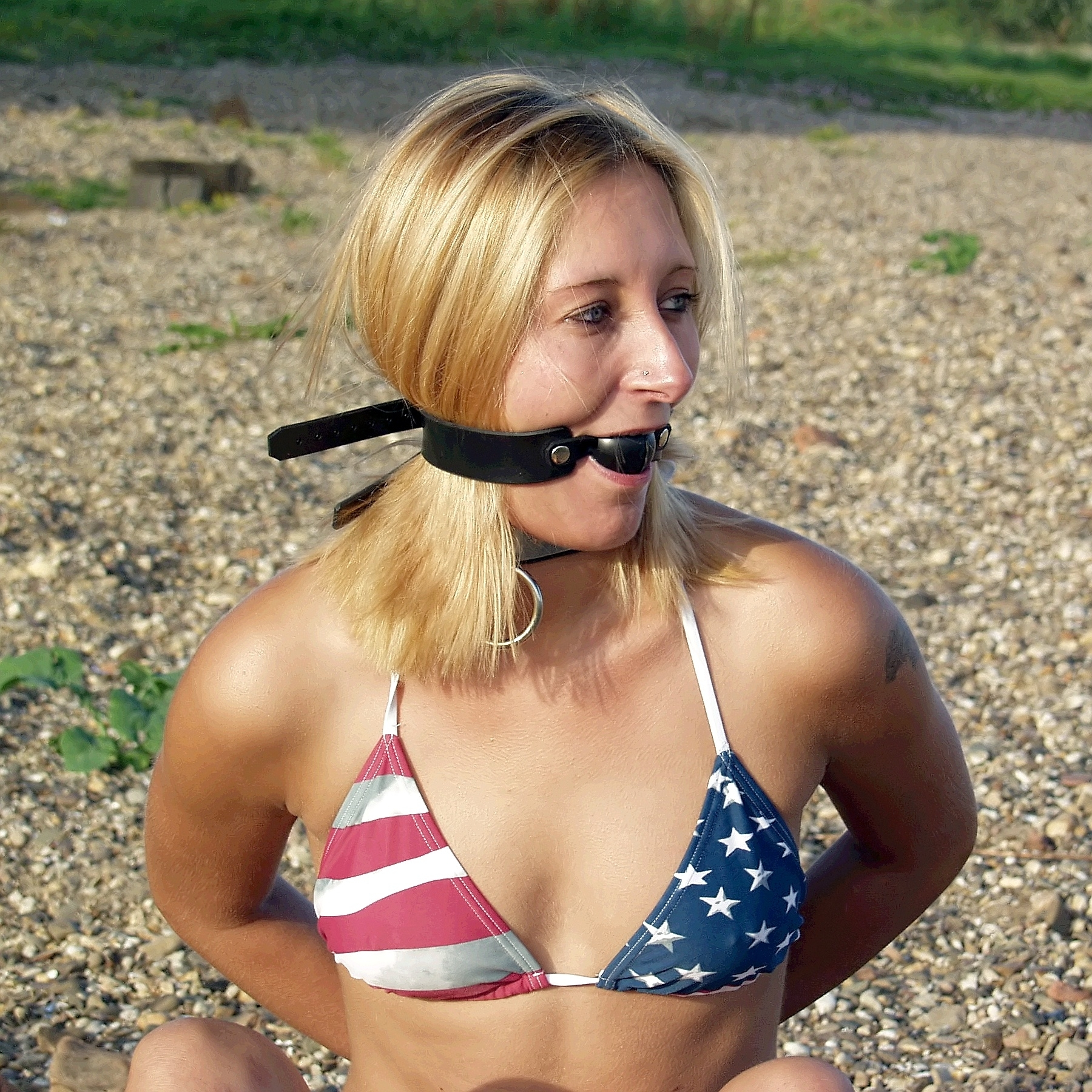

ボールギャグ (BallGag) は猿轡（さるぐつわ）、口枷（くちかせ）の一種。セシュター、玉口枷とも称される。唾液が垂れ続ける拷問器具

## 構造
構造としては、中央にゴルフボール大のボールと、その両端に取り付けられた革紐からなる。ボールを被拘束者の口に咥えさせ、革紐によって固定して使用する。
中央のボールにはいくつかの種類があり、中空で表面に複数の穴の開いたもの、ゴム製で中央に呼吸用の穴の空いたもの、穴のないゴム球、などがある。

## 効果
ボールギャグを咥えさせられた者はボールの穴、もしくは唇の隙間を通して呼吸ができるが、まともに喋ることはできなくなる。口を閉じることもできなくなるため、唾液が垂れ流されて非常に不恰好な状態になる。
この涎の漏出が、SMプレイにおいては羞恥プレイとしての意味を持つ。現在ではマゾヒストを示す記号としての意味合いも強く、SMに使う猿轡として認知されている。
より激しいSMプレイには、アングルワイダー（開口具）などが使用される。